# Falafel

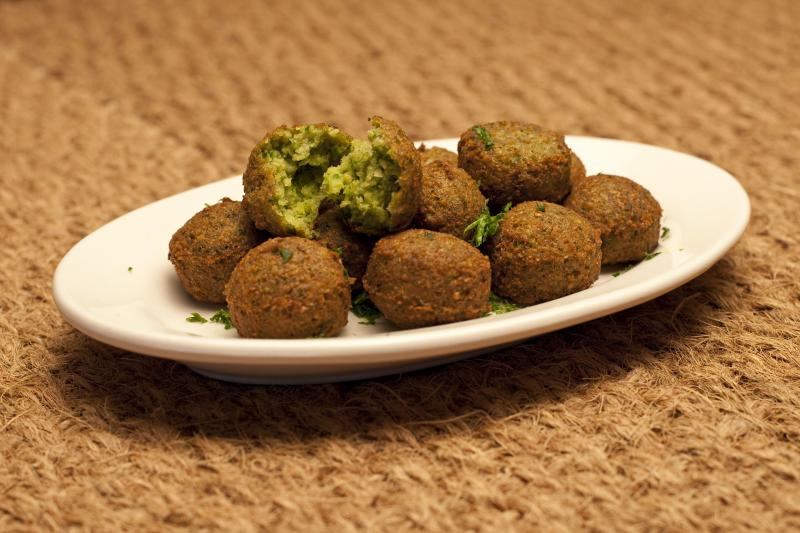
Falafel

Falafel je fritovaná kulička nebo placka z bobů, z cizrny nebo z obojího. Pochází z Egypta. Je tradičním pokrmem na Blízkém východě. 
Servíruje se obvykle na talíři nebo v pita chlebu, s jogurtovou omáčkou, sezamovou pastou (tahina), zeleninou apod. Je bohatý na proteiny.